# Tour de Ländle
El Tour de Ländle es una ruta cicloturista realizada anualmente en el estado federado de Baden-Wurtemberg en Alemania.

## Descripción
Land es el término alemán utilizado para referirse a cada estado federado alemán, y la terminación le, es un diminutivo afectuoso habitual en el dialecto empleado en Suabia, la actual Baden-Wurtemberg.
La participación no exige una preinscripción a menos que se quiera utilizar una de las plazas de alojamiento en hoteles proporcionadas por la organización. Esto posibilita que se unan y abandonen cicloturistas en cualquier momento del tour. Para el resto de participantes la organización habilita cada día la posibilidad de optar a dormir en suelo duro o camping, y la de transportar el equipaje entre las diversas ciudades que son final de etapa.
Los patrocinadores hacen posible la disponibilidad de avituallamientos para los participantes a media mañana y tarde. Acompañando a la caravana cicloturista además una extensa organización que se encarga de posibilitar que cada mediodía pueda disponerse de un menú para reponer fuerzas. Eso sí, las bebidas proporcionadas por la organización son sin alcohol hasta que finalice la etapa.

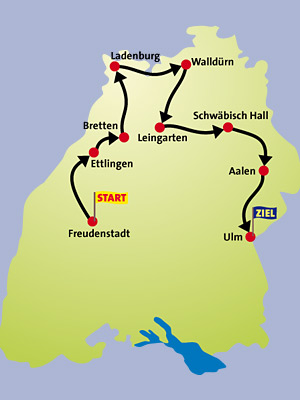
Tour de Ländle 2005

## Recorrido
El recorrido cambia cada año, recorriendo aproximadamente entre seiscientos o setecientos kilómetros por distintos parajes de Baden-Wurtemberg. En 2005 la ciudad de partida fue Freudenstadt y la de llegada Ulm. En ese año, la media de participantes diarios fue superior a los 2000 cicloturistas, superando los 20000 al finalizar todas las etapas.
Diversas unidades de apoyo como policías, mecánicos y ambulancias acompañan a los ciclistas durante cada etapa. La filosofía del recorrido no es la velocidad sino el disfrute sobre la bicicleta y por ello los ciclistas rojos ("Roten Radlern") abren y cierran la marcha del pelotón.
Más información sobre la próxima edición en http://www.swr.de/tour/ Archivado el 18 de enero de 2006 en Wayback Machine. (en alemán)